# چشم در برابر چشم (فیلم ۱۹۹۶)
چشم در برابر چشم (به انگلیسی: Eye for an Eye) فیلمی محصول سال ۱۹۹۶ آمریکا به کارگردانی جان شلزینجر است. در این فیلم بازیگرانی همچون سالی فیلد، کیفر ساترلند، اد هریس، بورلی دی آنجلو، سینتیا روتراک و جو مانتگنا ایفای نقش کرده‌اند.

## خلاصه داستان
کارن مک کین (سالی فیلد) که دخترش در روز تولدش توسط مردی به نام رابرت دوب (کیفر ساترلند) به قتل رسیده‌است پس از اینکه دادگاه رابرت دوب را تبرئه می‌کند ناراحت و نگران می‌شود و تصمیم می‌گیرد تا خودش از قاتل انتقام بگیرد و…